# Ilse Schidlof
Ilse Schidlof (* 13. November 1923 in Göllersdorf in Niederösterreich; † 23. Januar 2009 in Hamm) war ein jüdischer Flüchtling aus Wien. Sie lebte von 1938 bis 1958 in England, dann bis zu ihrem Tod in Hamm. Sie war die Schwester des Musikers Peter Schidlof und spendete die Wiedergutmachung, die sie für den zwangsweise enteigneten Besitz ihrer Eltern erhielt (Arisierung), für die Restaurierung der gotischen Kirche von Vipperow, die als älteste Kirche im Müritzgebiet gilt, und als eine der ältesten Mecklenburgs.

## Leben
Ilse Schidlof wurde als Tochter des jüdischen Kaufmanns Wilhelm Schidlof und seiner Frau Paula Schidlof, geb. Steinhardt, verw. Friedmann geboren. In der Nacht vom 11. auf den 12. März 1938 drangen Nationalsozialisten in das Haus der Schidlofs ein, zerschlugen die Auslagenfenster und plünderten das Geschäft. Die Familie musste binnen 24 Stunden ihr Haus verlassen. Ab dem 24. September 1938 war sie in der Taborstraße 24a im 2. Wiener Gemeindebezirk gemeldet. Das Gemischtwarengeschäft von Wilhelm und Paula Schidlof wurde „arisiert“, familieneigene Grundstücke unter Preis zwangsweise verkauft. Nur ein geringer Teil des Erlöses stand der Familie zur Verfügung.

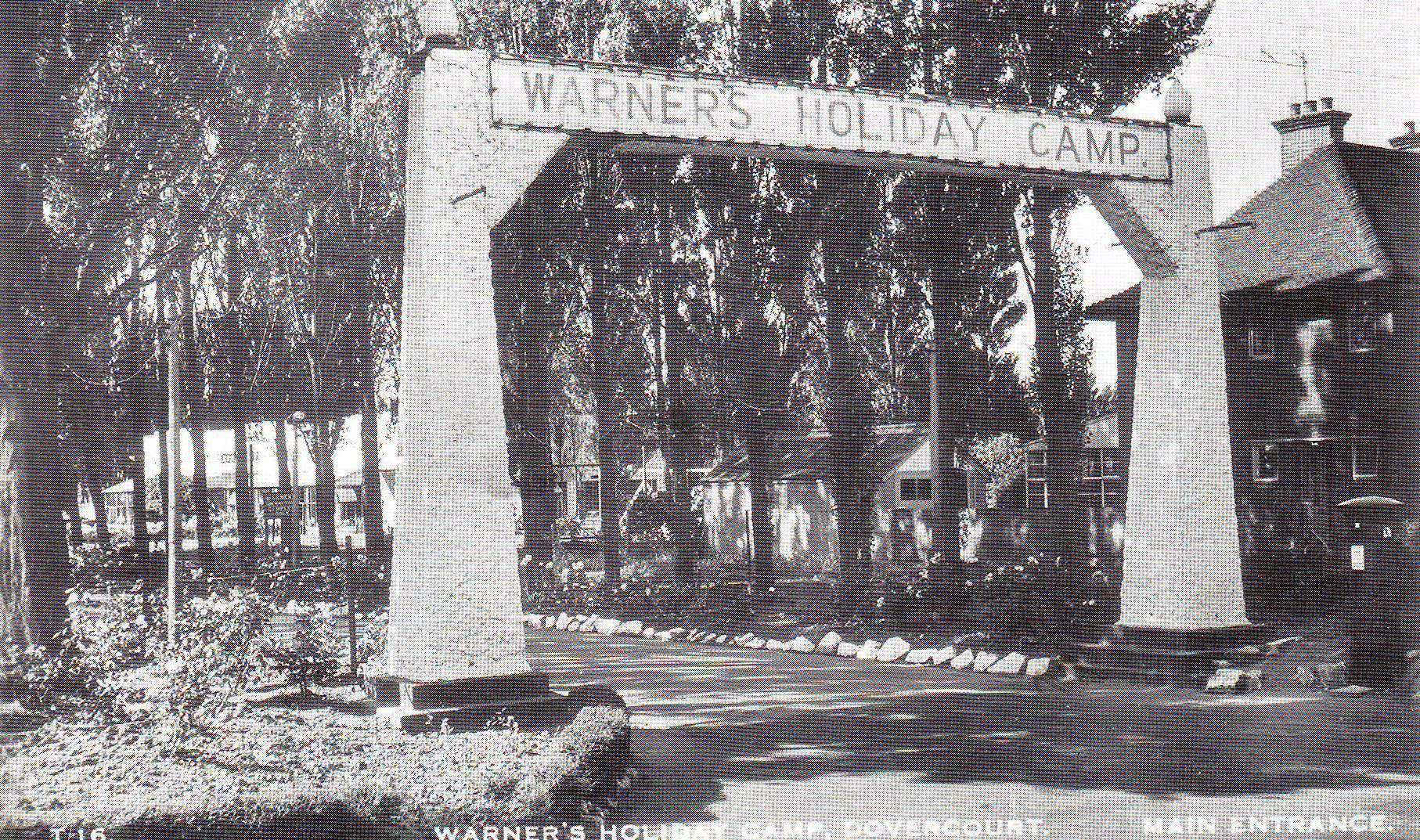
Warners Holiday Camp in Dovercourt diente vielen Flüchtlingen als Übergangslager.

Ende 1938 floh Ilse Schidlof zusammen mit ihrem Bruder Hans mit einem Kindertransport der Israelitischen Kultusgemeinde Wien nach England, da die Kinder nach dem „Anschluss Österreichs“ als Juden nicht mehr sicher waren. Die Geschwister erreichten am 12. Dezember 1938 Harwich und wurden gemeinsam im Dovercourt Camp untergebracht. Von den in Österreich verbliebenen Eltern war seit 1942 keine Nachricht mehr angekommen, so dass sich Siegmund Nissel erbot, bei einem dortigen Aufenthalt Nachforschungen anzustellen. Er berichtete, sie würden als verschollen gelten. Erst später wurde bekannt, dass die Eltern am 9. April 1942 von Wien in das Ghetto Izbica deportiert und ermordet worden waren.

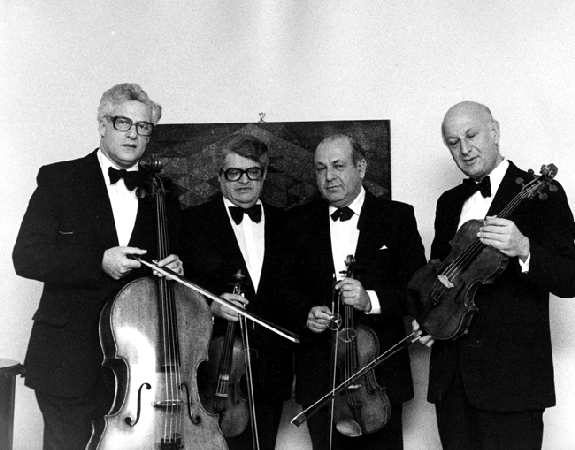
Das Amadeus-Quartett, rechts Ilse Schidlofs Bruder Hans, der sich inzwischen Peter Schidlof nannte

Peter Schidlof, wie sich Hans inzwischen nannte, wurde Bratschist und Mitgründer des Londoner Amadeus-Quartetts, Ilse verdiente ab 1939 ihren Lebensunterhalt als Dienstbotin, wurde Pflegekraft in einem Hospital und arbeitete später als „Matron“ (Hausmutter) in Internaten. Sie erhielt die britische Staatsbürgerschaft. Die Todeserklärung der Eltern durch das Landesgericht für Zivilrechtssachen Wien erfolgte am 26. Juli 1949.
Sie wechselte 1958 an die Windsor Boys´ School der britischen Rhein-Armee in Hamm, wo sie mit 85 Jahren starb. Über ihre Freundin Doris Prüß-Böhmer vermachte sie dem Vipperower Förderkreis „Kirche im Dorf“ e.V. einen Teil ihres Vermögens, das ausschließlich der Restaurierung der übertünchten und beschädigten Wandmalereien in der Dorfkirche Vipperow dient. Dabei handelt es sich um ihre Ersparnisse aus der Entschädigungszahlung für Enteignungen im Dritten Reich, der sogenannten Wiedergutmachung.
Die Vipperower Kirche gilt als älteste Kirche der Region. 2012 wurde mit der Restaurierung begonnen, die 2014 abgeschlossen wurde.